# 31 Minutes to Takeoff
31 Minutes to Takeoff è l'album di debutto del cantante e produttore discografico statunitense Mike Posner, pubblicato il 10 agosto 2010 dalla J. L'album è stato anticipato dal singolo Cooler than Me che è entrato nella top 20 di numerosi paesi d'Europa ed America.

## Tracce
1. 31 Minutes to Takeoff – 0:54
2. Please Don't Go – 3:17
3. Bow Chicka Wow Wow – 3:15
4. Cooler than Me – 3:36
5. Déjà Vu – 3:05 – featuring Boyz II Men
6. Do U Wanna? – 2:31
7. Cheated – 3:20
8. Gone in September – 3:39 – featuring Travis Barker
9. Save Your Goodbye – 3:35
10. Synthesizer – 4:11
11. Delta 1406 – 3:05
12. Falling – 3:39